# Torneo de Birmingham 2021
El  Nature Valley Classic 2021 fue la 39.ª edición de este torneo de tenis femenino jugado en césped al aire libre. Se llevó a cabo en el Edgbaston Priory Club de Birmingham (Inglaterra, Reino Unido) entre el 14 y el 20 de junio de 2021.

## Distribución de puntos
| Modalidad           | Campeona | Finalista | Semifinales | Cuartos de final | 2ª ronda | 1ª ronda | Clasificadas | 3ª ronda de clasificación | 2ª ronda de clasificación | 1ª ronda de clasificación |
| Individual femenino | 250      | 150       | 90          | 45               | 10       | 0        | 10           | 7                         | 5                         | 0                         |
| Dobles femenino     | 250      | 150       | 90          | 45               | -        | 0        | -            | -                         | -                         | -                         |

## Cabezas de serie

### Individuales femenino
| Tenista          | Ranking | Preclasificada |
| Elise Mertens    | 15      | 1              |
| Ons Jabeur       | 26      | 2              |
| Donna Vekić      | 36      | 3              |
| Daria Kasátkina  | 37      | 4              |
| Jeļena Ostapenko | 44      | 5              |
| Shuai Zhang      | 46      | 6              |
| Fiona Ferro      | 51      | 7              |
| Marie Bouzková   | 52      | 8              |

- Ranking del 31 de junio de 2021.[2]

### Dobles femenino
| Tenista                           | Ranking | Preclasificada |
| Su-Wei Hsieh Elise Mertens        | 5       | 1              |
| Hao-Ching Chan Yung-Jan Chan      | 42      | 2              |
| Gabriela Dabrowski Shuai Zhang    | 54      | 3              |
| Lyudmyla Kichenok Makoto Ninomiya | 109     | 4              |

## Campeonas

### Individual femenino
Ons Jabeur venció a  Daria Kasátkina por 7-5, 6-4

### Dobles femenino
Marie Bouzková /  Lucie Hradecká vencieron a  Ons Jabeur /  Ellen Perez por 6-4, 2-6, [10-8]